# フリージア・マクロス
フリージア・マクロス株式会社は、東京都千代田区に本社を置く産業機械製造及び土木試験機を製造する機械製造メーカーである。

## 沿革
- 1947年（昭和22年）10月30日 - 東京都江東区木場に「谷藤機械工業株式会社」として設立。
- 1963年（昭和38年）7月 - 「機械」銘柄で東証二部に上場。
- 1991年（平成3年）4月 - 社名を株式会社マクロスに変更。
- 1995年（平成7年）4月 - 現在の社名であるフリージア・マクロス株式会社に変更。

## 所在地
- 本社 - 東京都千代田区神田東松下町17番地
- 埼玉工場 - 埼玉県加須市正能17-9

## 概要
フリージア・マクロスは、1991年、現会長の佐々木ベジが社長に就任（M&A）した際、前経営陣が行っていた海外不動産投資事業や海外電子機器の輸入販売事業等を全廃し「本来の使命である機械製造に徹する」という本業回帰の方針を打ち出した。佐々木社長自らの陣頭指揮により、製造上のムダ・ムラを省く「機械の標準化」と「生産の同期化」を徹底して見直し、大きく合理化を推進した。
フリージア・マクロスは、この徹底した合理化のための事業概念を「配給」と称している。
フリージア・マクロスは、前経営陣の背任行為と業績の低迷により累積損失87億を抱え、1991年当時倒産の危機にあったが、佐々木の打ち出した「配給」の事業理念を粛々と実践し、以来15年の時を費やし、遂には2006年（平成18年）に87億円の累積損失を一掃し、今日の堅調軌道に乗せた。
フリージア・マクロスグループは、同社及び連結子会社12社、非連結子会社4社及び持分法適用非連結子会社4社で構成されている。フリージア・マクロスグループの事業は、製造から供給までを一貫して行う「製造供給事業」（プラスティック押出機、土木試験機、ATM筐体、シールド基盤製造等）、「住宅関連事業」（木造住宅保守・メンテナンス事業、スウェーデン・ログハウス、スウェーデン家具等）と、「投資・流通サービス事業」（建築資材、PC周辺機器、PCパーツ他）の3つを柱としている。

## 不祥事
公職選挙法違反
2013年6月23日に行われた東京都議会議員選挙で、グループ会社社員9人の住民票を千代田区内の同社事務所に移させて投票させたとして、同社元役員が公職選挙法違反（詐偽投票）で逮捕された。
課徴金納付命令
2020年9月、有価証券報告書の不記載に対して、1200万円の課徴金が命じられた。

## 製造供給事業部門
フリージア・マクロスグループの、製造供給事業・住宅関連事業の概要は以下の構成となっている。
機械・機器事業（フリージア・マクロス）
主な製品は、プラスチック製品の素となる樹脂粒を作る、押出機＋造粒装置ライン一式及び、アスファルト建造物の強度試験に用いられる土木試験機が本事業の主軸。
住宅事業（フリージアハウス）
スウェーデン王国に、森林伐採権と自社製材工場（Stensele Sag）を所有するフリージアハウス株式会社が、高級スウェーデンログハウスの企画・設計・販売・施工・監理まで一貫して建築請負を行っている。
ログハウス請負以外にも、「レーナハウス・スウェーデン」というブランドの高級スウェーデン住宅の建築請負やスウェーデン製家具や家電製品の供給も行う。
筐体等事業（光栄工業）
銀行ATM等の筐体等をフリージア・マクロス子会社の光栄工業株式会社で製造・販売している。

## 流通サービス事業部門
フリージア・マクロスグループの、流通サービス業部門の概要は以下の構成となっている。
流通関連事業（フリージアトレーディング）
パソコン関連商品・PCパーツ・PCアクセサリー等の仕入、輸入、販売をフリージアトレーディング株式会社が行っている。

## 関連会社
- フリージアハウス株式会社（東京都千代田区　代表取締役奥山治郎）
- フリージアトレーディング株式会社（東京都千代田区）
- 技研興業株式会社（東京都杉並区）
- 株式会社ピコイ（東京都千代田区）
- 光栄工業株式会社（岩手県北上市）
- 株式会社ユタカ（埼玉県所沢市）
- 株式会社ユタカフードパック（東京都千代田区）
- フリージア・オート技研株式会社（東京都千代田区）
- 秋田電子株式会社（東京都台東区）
- 石油鑿井機製作株式会社（茨城県古河市）
- 株式会社セキサク（東京都千代田区）
- フリージア・アロケートコンサルティング株式会社（東京都千代田区）
- 株式会社ケーシー（北海道小樽市）
- 協和コンサルタンツ（東京都渋谷区）